# Eulecanium ficiphilum
Eulecanium ficiphilum är en insektsart som beskrevs av Borchsenius 1955. Eulecanium ficiphilum ingår i släktet Eulecanium och familjen skålsköldlöss. Inga underarter finns listade i Catalogue of Life.